# Sabarros
 Sabarros  es una comuna y población de Francia, en la región de Mediodía-Pirineos, departamento de Altos Pirineos, en el distrito de Tarbes y cantón de Galan.
Su población en el censo de 1999 era de 39 habitantes.
Está integrada en la Communauté de communes des Baïses.
- Datos: Q962367
- Multimedia: Sabarros / Q962367

1. ↑  Worldpostalcodes.org, código postal n.º 65330.
2. ↑  INSEE, Datos de población para el año 2012 de Sabarros (en francés).